# Prinz Adalbert (Schiff, 1903)
Die Prinz Adalbert wurde 1902 von der Bremer Vulkan-Werft für die Hamburg-Amerikanische Packetfahrt-Actien-Gesellschaft (HAPAG) in Hamburg für Süd- und Mittelamerika-Dienste gebaut. In der Regel wurde sie zusammen mit dem auf derselben Werft gebauten  Schwesterschiff Prinz Oskar auf einer Linie eingesetzt.
1914 geriet die Prinz Adalbert in britischen Besitz, als sie am 4. August 1914 anscheinend in Unwissenheit der politischen Lage Falmouth (Cornwall) anlief. Seit Februar 1917 als Alesia unter französischer Flagge,  wurde sie am 6. September 1917 von dem deutschen Unterseeboot UC 50 versenkt.

## Einsatz bei der HAPAG
Die Prinz Adalbert startete am 20. Januar 1903 zu ihrer Jungfernfahrt von Hamburg nach Rio de Janeiro.
Am 8. April 1903 eröffnete sie einen neuen zweimonatlichen direkten Dienst der HAPAG nach Mexiko, der in 21 Tagen von Hamburg über Le Havre und La Coruña nach Havanna (13 Tage Atlantiküberfahrt) und Vera Cruz führte. Erstmals wurde nur ein Zwischenhafen in Westindien angelaufen. Den Linienverkehr übernahmen dann aber die kleineren, in Flensburg gebauten „Prinzendampfer“, die im Mai in Dienst kommende Prinz August Wilhelm und ab Oktober auch Prinz Joachim.
Prinz Adalbert fuhr am 12. Januar 1904 erstmals auf der Strecke Genua-Neapel-New York, wo sie zusammen mit ihrem Schwesterschiff Prinz Oskar und anderen Schiffen eingesetzt wurde. Im Herbst 1906 wurden die beiden Prinzen auf eine neue Linie von Genua zum La Plata umgesetzt, die aber wegen mangelndem Erfolg im November 1907 wieder eingestellt werden musste. Beide Schiffe kamen jetzt wieder auf die Route von Hamburg nach Mexiko.
Die zunehmende Auswanderung nach Kanada erweckte das geschäftliche Interesse der HAPAG. Nachdem auch Zollbarrieren beseitigt waren, eröffnete sie mit den beiden Prinzen 1909 einen Dienst Hamburg-Quebec-Montreal, da ein reiner Auswanderer-Dienst eine Linie nicht getragen hätte. Am 26. November 1910 lief die Prinz Adalbert erstmals auf der Linie Hamburg-Philadelphia, die beide Prinzen zusammen mit der Rugia (6598 BRT, 1905, Rhenania-Klasse) bis 1914 bedienten.
Die Prinz Adalbert war unter den Schiffen, die 1912 der sinkenden Titanic Hilfe zu leisten versuchten. Auf ihr wurde auch das Bild aufgenommen, das den Eisberg zeigt, mit dem die Titanic mutmaßlich kollidierte.

## Kriegsschicksal
1914 geriet die Prinz Adalbert in britischen Besitz, da sie am 4. August 1914 anscheinend in Unwissenheit über die politische Lage Falmouth (Cornwall) anlief. Beschlagnahmt, wurde sie von der britischen Admiralität weiter eingesetzt und 1916 in Princetown umgetauft. Im Februar 1917 wurde sie an die französische Reederei Sudatlantique Marseille abgegeben und fuhr dann unter dem Namen Alesia.
Am 6. September 1917 wurde sie von dem deutschen Unterseeboot UC 50 bei Ouessant torpediert und versenkt.

## SchwesterschiffPrinz Oskar

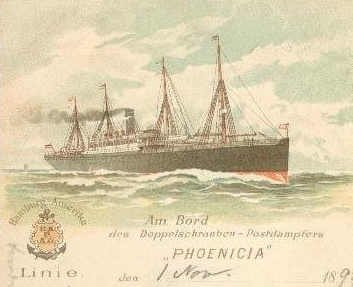
Die Phoenicia der HAPAG

Die fast identische Prinz Oskar (6.026 BRT) lief am 15. Dezember 1902 beim Bremer Vulkan (BauNr. 451), Vegesack, vom Stapel und wurde am 14. Juni 1903 an die HAPAG abgeliefert. auch sie machte ihre Jungfernfahrt sofort nach Brasilien. Sie fuhr dann am 10. Oktober 1903 als erstes der Schwesterschiffe von Genua über Neapel nach New York (letztmals am 29. Juni 1906). Sie versahen den Dienst zusammen mit der Phoenicia und der Palatia und im Rahmen eines neuen Abkommens mit der White Star Line.
 Am 22. September 1906 eröffnete sie dann den neuen Dienst von Genua nach Buenos Aires. Nach dessen Einstellung 1907 gingen beide Schwesterschiffe in den Mexiko-Dienst.
Die Prinz Oskar machte auch die erste Kanadareise am 19. März 1909 von Hamburg nach Halifax und Saint John, NB, und eröffnete dann die neue Linie mit der ersten Fahrt der HAPAG von Hamburg nach Quebec und Montreal am 14. Mai 1909 (letztmals am 27. Mai 1910). Auch der Hamburg-Philadelphia-Dienst wurde von der Prinz Oskar am 13. September 1910 eröffnet. Am 21. Juli 1914 startete sie ihre letzte Fahrt im Dienst der HAPAG nach Philadelphia, wo sie am 4. August für die Kriegsdauer aufgelegt wurde.
Am 6. April 1917 wurde sie dann von der US-Regierung beschlagnahmt und als „Orion“ in Fahrt gebracht. 1922 wurde sie an die amerikanische Black Star Line verliehen, 1923 wieder aufgelegt und 1929 in Baltimore abgebrochen.